# Policía de Calcuta

Emblema de la Policía de Kolkata

La Policía de Calcuta es la fuerza policial territorial responsable de la aplicación de la ley y la prevención del delito dentro del área metropolitana de la ciudad de Calcuta, Bengala Occidental, en India. Es una de las dos fuerzas policiales principales de Bengala Occidental, la otra es la Policía de Bengala Occidental.
La principal área operativa cubierta por la Policía de Calcuta es la Región Metropolitana de Calcuta, excluidas las ciudades vecinas de Howrah (cubierta por la Policía de la Ciudad de Howrah), Barrackpore (cubierta por la Policía de la Ciudad de Barrackpore), Chandannagar (cubierta por la Policía de la Ciudad de Chandangar) y la localidad vecina de Ciudad Nueva (cubierta por la Policía de la Ciudad de Bidhannagar)
Las funciones principales de la Fuerza de Policía de Calcuta son mantener la ley y el orden en la ciudad, la gestión del tráfico, la prevención y detección de delitos y la coordinación de diversos servicios centrados en los ciudadanos para la gente de Calcuta. A 2024, la Policía de Calcuta tiene diez divisiones que cubren 91 comisarías. Tiene una fuerza de aproximadamente 37.400 habitantes y una jurisdicción territorial de 530,34 kilómetros cuadrados. Además de la policía general, la policía de Calcuta tiene varias ramas especializadas y nueve batallones de la Policía Armada.
La policía de Calcuta ha enfrentado a menudo críticas del público, y la fuerza ha sido comúnmente acusada de ser una institución títere del gobierno estatal . Saltó a la atención nacional tras la violación y asesinato de Kolkata en 2024 . La fuerza se enfrentó a acusaciones de complicidad en la destrucción de pruebas durante la investigación del incidente. Además, el departamento de tránsito ha sido criticado por sus políticas anti-bicicletas, al imponer una prohibición general de las bicicletas en varias vías para el flujo de tráfico y al incautar las bicicletas por violar la prohibición, además de la corrupción y el soborno al cobrar multas a los ciclistas que violan o desafían la prohibición.

## Historia de la Policía de Kolkata

### Primeros años (sigloXVII)
La historia de la estructura policial actual en Calcuta se remonta a la época de la Compañía Británica de las Indias Orientales, cuando la ciudad fue uno de los primeros asentamientos de la Compañía. Calcuta fue fundada en la orilla oriental del río Hugli por el inglés Job Charnock en 1690. En sus inicios, la policía se limitaba a la administración mogol y sus representantes locales. Bengala todavía formaba parte técnicamente del Imperio mogol, pero los nawabs de Bengala, con sede en Murshidabad, en el norte de Bengala Meridional, eran sus gobernantes efectivos. Las funciones de vigilancia y custodia estaban a cargo de un kotwal o prefecto municipal, quien contaba con 45 peones bajo su mando, armados con armas tradicionales como bastones y lanzas, para combatir a los malhechores.

### Policía de la Compañía de las Indias Orientales (1720–1845)
En 1720, la Compañía de las Indias Orientales designó formalmente a un funcionario encargado de la administración civil y penal. Le ayudó un funcionario indiano conocido comúnmente como diputado negro o zamindar negro. Bajo su mando estaban tres naib-dewans, uno de los cuales estaba a cargo de la policía. El asentamiento se dividió en "thanas" (comisarías) bajo el mando de "thanadars", quienes a su vez contaban con contingentes de "naiks" y "paiks". También se formó un pequeño contingente de policía fluvial. Un estatuto aprobado en 1778 elevó la dotación de la policía en Calcuta a 700 paiks, 31 thanadars y 34 naibs, bajo la dirección de un superintendente. En 1785, se nombraron comisionados de conservación para la ciudad, quienes también se encargaban de la vigilancia y la custodia. La policía aún estaba organizada de forma muy imprecisa. En 1794, se nombraron jueces de paz para la administración municipal de Kolkata y sus suburbios, bajo la dirección de un magistrado jefe que estaba directamente a cargo de la policía. En 1806, se constituyeron jueces de paz como magistrados de 24 parganas y partes de los distritos adyacentes en un radio de 32 kilómetros de la ciudad.

### Consolidación (1845–1866)
Las décadas de mediados del siglo XIX fueron testigos de una mayor sistematización e institucionalización de la policía en Calcuta. Un magistrado de la ciudad llamado William Coats Blacquiere inauguró una red de espías o goendas. En 1845, un comité dirigido por J. H. Patton introdujo cambios clave en la organización policial, que empezó a inspirarse en la Policía Metropolitana de Londres. Se nombró a un Comisionado de Policía con las facultades de un juez de paz para preservar la ley y el orden, detectar delitos y detener a los infractores. En 1856, el Gobernador General promulgó una Ley que consideraba a la Policía de Calcuta una organización independiente, y S. Wauchope, entonces magistrado jefe de Calcuta, fue nombrado primer Comisionado de Policía.
1857 fue una época difícil para la Compañía Inglesa de las Indias Orientales. Ese año se produjo la primera rebelión contra el dominio británico. La rebelión condujo a la disolución de la Compañía en 1858. También impulsó a los británicos a reorganizar el ejército, el sistema financiero y la administración de la India. A partir de entonces, el país pasó a ser gobernado directamente por la corona como el nuevo Raj británico. El comisionado Wauchope manejó la situación con habilidad y fue nombrado caballero por su logro. Durante el mandato de su sucesor, V. H. Schalch, se promulgaron la Ley de Policía de Calcuta y la Ley de Policía Suburbana de Calcuta en 1866.

### Modernización (1866-1947)
En 1868, Sir Stuart Hogg creó el Departamento de Detectives en la Policía de Calcuta con A. Younan como superintendente y R. Lamb como inspector de primera clase. Hogg fue Comisionado de Policía y Presidente de la Corporación Municipal de Calcuta. Sir Frederick James Halliday, nombrado Comisionado de Policía en 1906, también introdujo varios cambios en la administración de la Policía de Calcuta, incluyendo el sistema de gestión de una Sala de Control. En respuesta a la amenaza de la organización nacionalista Anushilan Samiti, Halliday supervisó la creación de la Rama Especial en junio de 1909 por recomendación de Sir Charles Augustus Tegart. Por sus numerosas contribuciones al desarrollo de la policía municipal, se le considera el padre de la Policía de Calcuta moderna. Sir Charles Augustus Tegart, al frente del Departamento de Detectives, fue el primer miembro de la Policía India (PI) en la organización. Reorganizó la policía de la ciudad y la hizo eficiente. Oficial altamente condecorado, fue Comisionado de Policía de 1923 a 1931 y fue admirado por mantener la ciudad libre de delincuencia. Sin embargo, era impopular entre los luchadores por la libertad y sus encuentros con revolucionarios forman parte del folclore popular bengalí. En esa misma época, surgieron tres policías bengalíes: Ramgati Banerjee, Sukumar Sengupta y Zakir Hussain. Durante la Marcha de la Sal de 1930, la Policía de Calcuta estuvo dirigida por Charles Tegart como Comisionado de Policía, Ramgati Banerjee como Comisario de Policía (Sur) y Sukumar Sengupta como Comisario de Policía (Norte). Posteriormente, Banerjee dejó su puesto y se dedicó a la docencia, y Hussain dejó el cargo para convertirse en el Primer Inspector General de Pakistán Oriental.  Sukumar Sengupta continuó en el cargo y se convirtió en el primer Inspector General de Policía bengalí de Bengala Occidental poco después de la independencia.

### Después de la independencia (a partir de 1947)

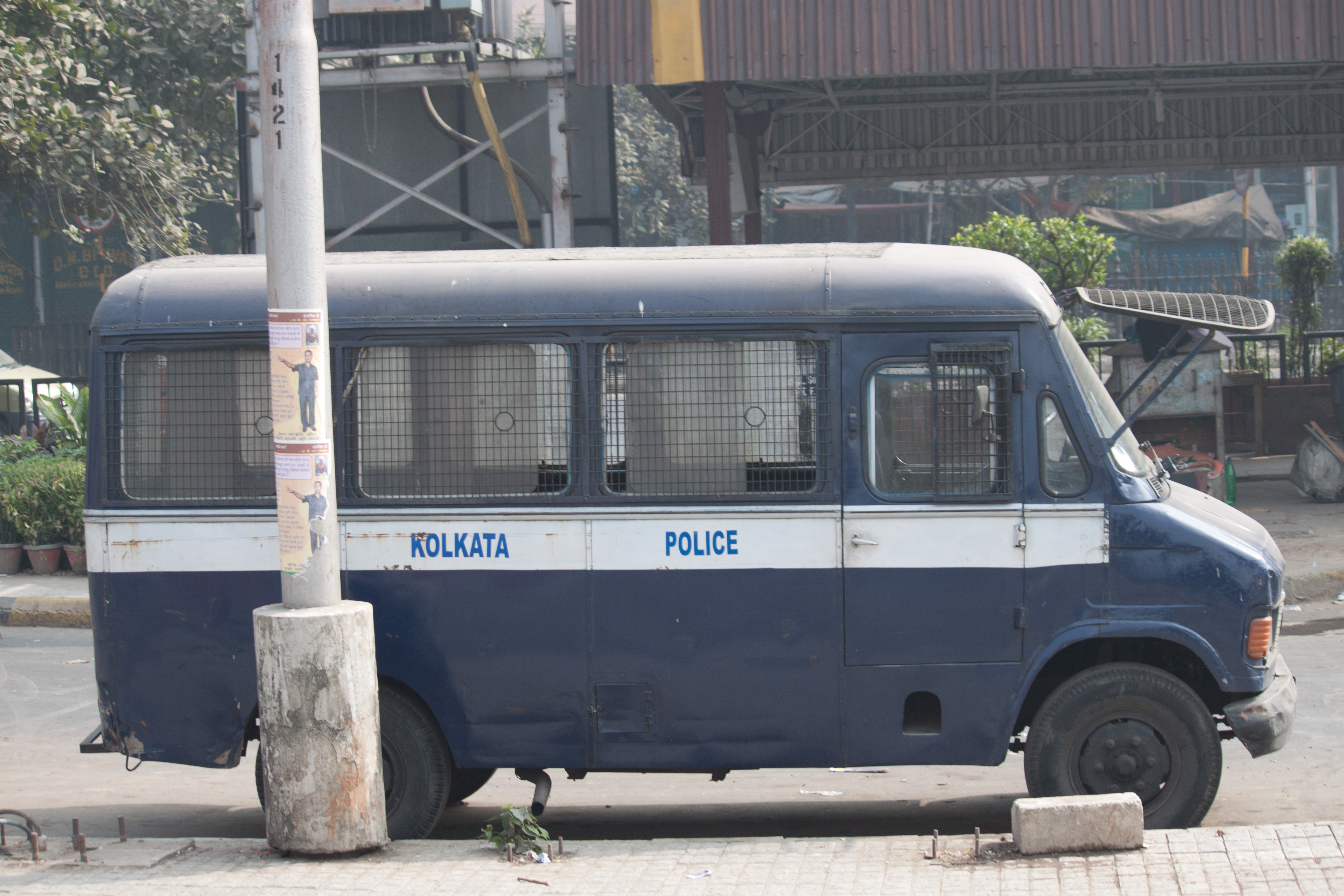
Furgoneta de policía

La historia colonial de la Policía de Calcuta fue principalmente represiva y antinacionalista. Tras la independencia de la India del dominio británico en 1947, la Policía de Calcuta se reorganizó como un elemento esencial de las fuerzas del orden indias. Surendra Nath Chatterjee fue el primer Comisionado de Policía de la India. En 2024, la Policía de Calcuta contaba con diez divisiones que abarcaban 91 comisarías. Su dotación era de aproximadamente 37.400 efectivos y su jurisdicción territorial era de Plantilla:C. Existen nueve batallones de las fuerzas armadas, así como ramas especializadas.

## Emblema
El emblema de la Policía de Kolkata, como vestigio de la época colonial, significa su herencia y lealtad, tanto del pasado como del presente, anteriormente a la Corona Británica y desde 1947, a la Unión India.
Está compuesto por la Cruz de Malta rodeada de la estrella de Brunswick, que también aparece en los emblemas de todas las fuerzas policiales territoriales británicas y, en la India, en el regimiento de Rifles Garhwal (anteriormente Royal Garhwal Rifles) del Ejército Indio y la Policía de Madhya Pradesh. En el centro, el emblema estatal aparece sobre el lema nacional, Satyameva Jayate, tomado del Mundaka Upanishad.

## Estructura organizacional

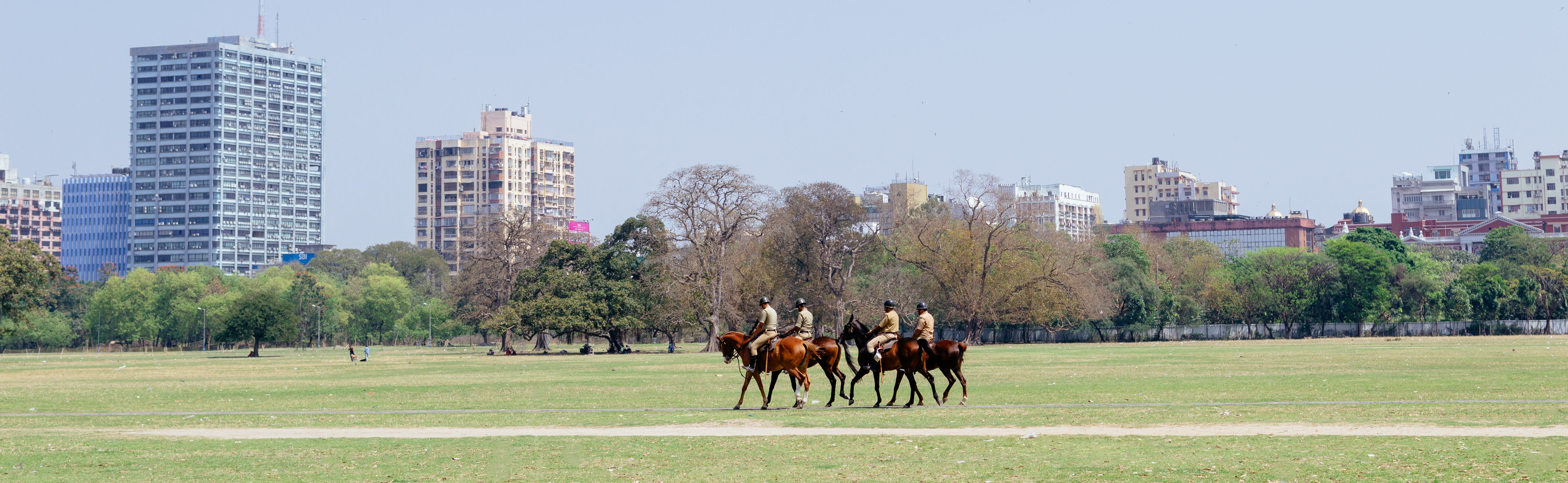
Oficiales de la policía montada de Kolkata cabalgan por el Maidan Ground, Kolkata.

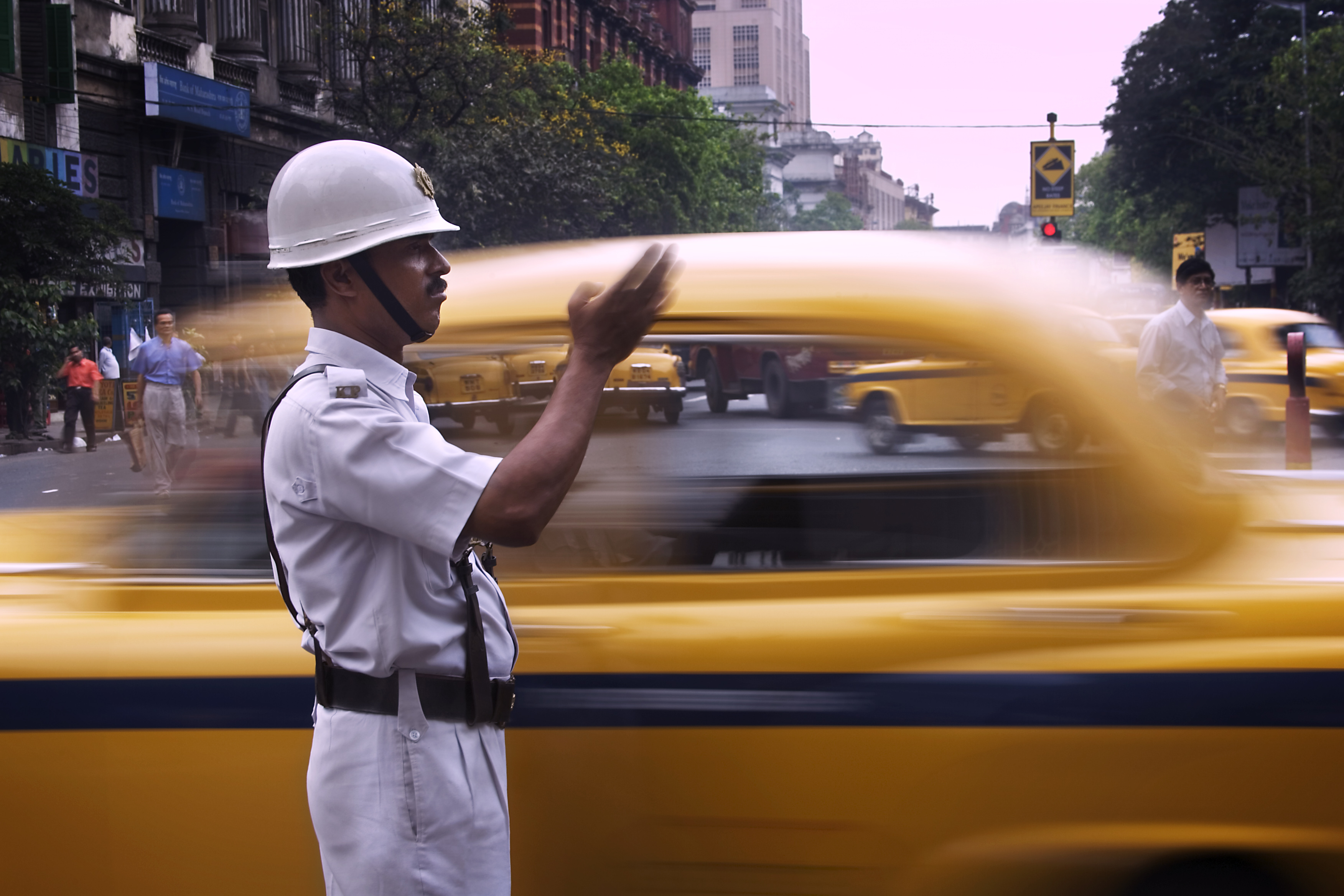
Policía de tránsito uniformado de blanco dirigiendo el tráfico en Kolkata.

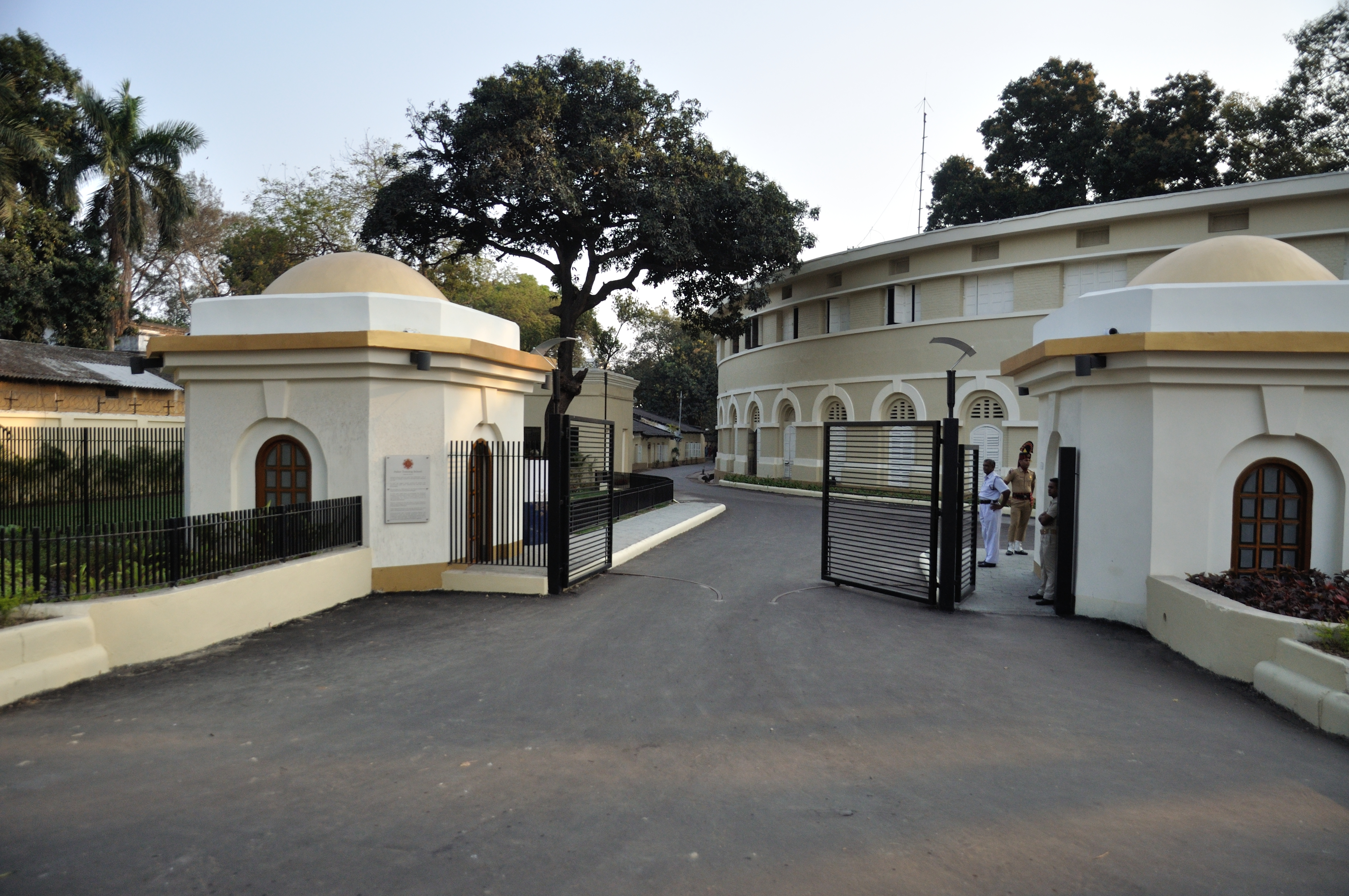
Escuela de Formación de Policía, Kolkata

Em 2024, la Policía de Kolkata tiene diez divisiones que cubren 91 comisarías.Tiene una fuerza de aproximadamente 37.400 habitantes y una jurisdicción territorial de 530,34 kilómetros cuadrados. El comisionado es el jefe de la Policía de Kolkata. Es nombrado por el Gobierno de Bengala Occidental y reporta de forma independiente al Ministro del Interior. Su sede se encuentra en la calle Lalbazar, 18, cerca de la zona de B.B.D. Bagh, en el centro de Calcuta. El comisionado es un oficial del Servicio de Policía de la India con rango de director general Adjunto e Inspector General. Manoj Kumar Verma es el actual comisionado. El Gobierno Estatal le otorga las facultades de un magistrado de primera clase, con jurisdicción en los suburbios de Calcuta. Tiene la facultad de emitir órdenes a su discreción.

### Unidades
Divisiones
1. División Sur
2. División Norte y Suburbana del Norte
3. División Central
4. División Suburbana del Este
5. División Portuaria
6. División Sureste
7. División Suburbana Sur (División Jadavpur)
8. División Suroeste (División de Behala)
9. División Este
10. División Bhangar

Sucursales
1. Departamento de Detectives
2. Rama Especial[6]
3. Rama de Cumplimiento
4. Policía de Tráfico de Kolkata
5. Fuerza de reserva
6. Sucursal inalámbrica
7. Organización de Control de Seguridad

Other units
1. Escuela de Formación de Policía
2. Organización de la Guardia Nacional
3. Fuerza de Tarea Especial[7]
4. La Policía Armada de Kolkata (KAP) es la fuerza policial armada estatal de Bengala Occidental. Forma parte de la KPF y está compuesta por nueve batallones y tres unidades especiales. Estas unidades especiales son la Fuerza de Acción Rápida (RAF), la Fuerza de Acción Especial (SAF, con aproximadamente 160 miembros), la Fuerza de Comando (con aproximadamente 200 miembros) y la Fuerza de Combate.[8]

### Estructura de rango
La estructura de rango de la Policía de Kolkata es, en su mayor parte, similar a la de otras fuerzas policiales de la India. Sin embargo, los rangos de Sargento y Sargento Mayor son exclusivos de la fuerza. Sin embargo, los rangos de Sargento y Sargento Mayor son exclusivos de la fuerza. Originalmente se establecieron como rangos de acceso directo reservados para europeos y angloindios durante el Raj británico, pero se pusieron a disposición de los indios poco después de la independencia. Ronald Allen Moore, uno de los últimos oficiales angloindios de la Policía de Kolkata (antigua Policía de Calcuta), se incorporó a la fuerza con el rango de sargento, retirándose en la década de 1960 como subcomisionado superior. Poco después, el rango de sargento mayor cayó en desuso y fue abolido para la mayoría de la fuerza. Sin embargo, la Policía Montada de Kolkata conserva este rango hasta la fecha.
Los rangos de Sargento y Sargento Mayor se representaban, respectivamente, con tres galones y el emblema nacional (ambos en los escudos de armas) hasta la década de 1990, de forma similar a los de Havildar/Sargento y Havildar Mayor/Sargento Mayor de Compañía en el Ejército Indio, respectivamente. Esto los convertía en suboficiales, y ambos rangos estaban por debajo del de Subinspector Adjunto. Sin embargo, en la década de 1990, se implementaron reformas en toda la fuerza para colocar a los sargentos en una posición de mayor autoridad en comparación con los subinspectores adjuntos, y a los sargentos mayores en una posición de mayor autoridad en comparación con los subinspectores. Sin embargo, los rangos de Sargento Mayor y Subinspector (tanto titular como asistente) no existen de forma independiente, ya que la Policía Montada de Kolkata no utiliza los rangos de Subinspector y Subinspector Asistente.
Además, a diferencia de sus contrapartes en el resto de la India, la Fuerza de Policía de Calcuta no utiliza la estrella convencional de cinco puntas para las insignias de los rangos de Inspector y Comisionado Asistente. En cambio, la Estrella de cuatro puntas de la Orden del Baño, utilizada para los rangos de oficiales en el Ejército indio desde sus inicios hasta la década de 1950 (Cuando la India se convirtió en una república y adoptó la estrella de cinco puntas para las insignias relevantes y también en las fuerzas militares y policiales del Reino Unido y la Mancomunidad de Naciones, o el 'pip' (como se le llama coloquialmente en el Reino Unido y en la moderna Mancomunidad de Naciones) se utiliza. La estrella de cinco puntas, en gran parte un legado de la época colonial, se utilizó para todos los rangos de la fuerza (desde inspector hasta comisionado, entonces equivalente a coronel en lugar de teniente general, como en la actualidad) hasta 1947, cuando una nueva normativa estipuló que los oficiales superiores de la fuerza (desde subcomisionado) debían proceder del «Servicio de Policía de la India» (la antigua Policía Imperial), en lugar de ser seleccionados directamente de los rangos inferiores y medios de la propia fuerza. En consecuencia, se empezó a utilizar la estrella de cinco puntas utilizada por la Policía Imperial (y posteriormente por el Ejército y todos los demás servicios). Sin embargo, se ha mantenido como insignia de rango para inspectores y comisionados adjuntos, ya que quienes ostentan esos rangos provienen de la propia fuerza.
| Grupo de rango | Servicio de Policía de la India | Servicio de Policía de la India  | Servicio de Policía de la India | Servicio de Policía de la India | Servicio de Policía de la India | Policía de Kolkata               | Policía de Kolkata |
| -------------- | ------------------------------- | -------------------------------- | ------------------------------- | ------------------------------- | ------------------------------- | -------------------------------- | ------------------ |
|                |                                 |                                  |                                 |                                 |                                 |                                  |                    |
|                | Comisionado de Policía          | Comisionado Adicional de Policía | Comisionado Conjunto de Policía | Comisionado Adjunto de Policía  | Comisionado Adjunto de Policía  | Comisionado Asistente de Policía | Inspector          |

| Suboficiales   | Suboficiales                                | Suboficiales | Suboficiales         | Alistado                          |
| -------------- | ------------------------------------------- | ------------ | -------------------- | --------------------------------- |
|                |                                             |              |                      | Sin insignia                      |
| Sargento mayor | Subinspector/Subedor/Supervisor Inalámbrico | Sargento     | Subinspector adjunto | Police Constable/Sepoy/Sowar/Syce |

- El título de Subedar sustituye al rango de Subinspector en la Policía Armada.
- El título de Supervisor Inalámbrico reemplaza el rango de Subinspector en la Sala de Control de la Policía.
- El jefe Sowar, Syce y Sowar reemplaza el rango de agente de policía en la Policía Montada.
- Sepoy reemplaza el rango de agente de policía en la Policía Armada.

### Jurisdicción

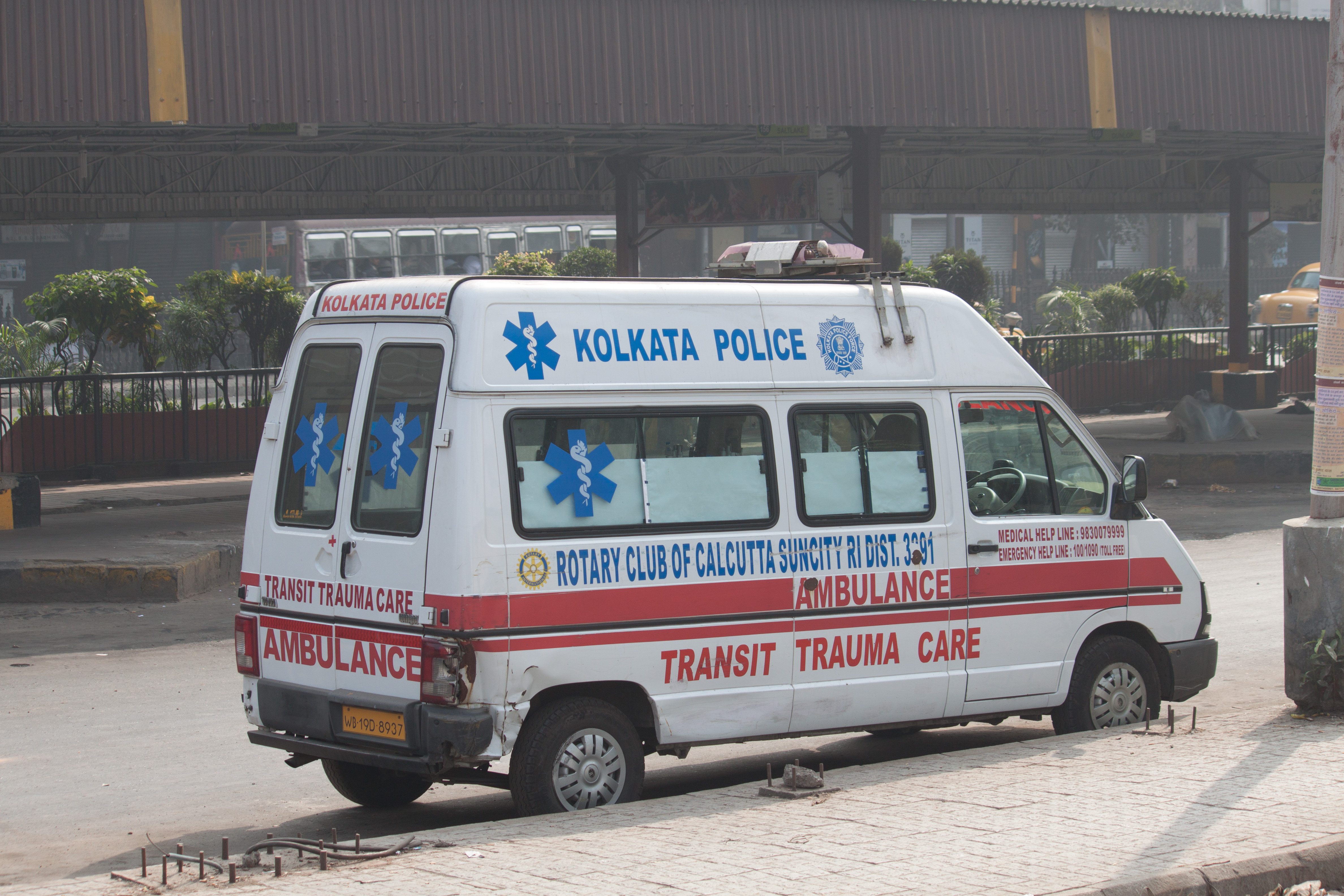
Una ambulancia de la policía de Kolkata

La jurisdicción de la Policía de Kolkata abarca el Distrito de Kolkata y sus alrededores. El distrito de Calcuta forma parte de la Corporación Municipal de Calcuta. El área de jurisdicción de la Policía de Calcuta abarca los 144 distritos de la Corporación Municipal de Kolkata. En marzo de 2009, la policía de Kolkata tomó bajo su control 17 comisarías de policía de los distritos 24-Pargana Norte y Sur.En septiembre de 2011, la policía de Kolkata volvió a ampliar su jurisdicción a 17 comisarías más en el distrito adyacente de South 24-Parganas en un esfuerzo por mejorar el servicio policial.

## Administración

### Comisarías de policía

Las siguientes son las comisarías de policía bajo la jurisdicción de la Policía de Kolkata:
1. Alipore
2. Calle Amherst
3. Amherst Street Women
4. Anandapur
5. Ballygunge
6. Bansdroni
7. Behala
8. Behala Women
9. Beliaghata
10. Beniapukur
11. Bhangar
12. Bhowanipur
13. Bijoyganj Bazar
14. Bodra PS
15. Bowbazar
16. Burrabazar
17. Burtolla
18. Chandaneswar PS
19. Charu Market
20. Chetla
21. Chitpur
22. Cossipore
23. Cyber PS
24. Ekbalpur
25. Entally
26. Garden Reach
27. Garfa
28. Gariahat
29. Girish Park
30. Golf Green
31. Hatishala
32. Hare Street
33. Haridevpur
34. Hastings
35. Jadavpur
36. Jorabagan
37. Jorasanko
38. Kalighat
39. Kolkata Leather Complex
40. Karaya
41. Karaya Women
42. Kasba
43. Lake
44. Madhabpur PS
45. Maidan
46. Maniktala
47. Metiabruz
48. Muchipara
49. Nadial
50. Narkeldanga
51. Netaji Nagar
52. New Alipore
53. New Market
54. North Port
55. Panchasayar
56. Park Street
57. Parnashree
58. Patuli
59. Patuli Women
60. Phoolbagan
61. Polerhat
62. Posta
63. Pragati Maidan
64. Purba Jadavpur
65. Rabindra Sarobar
66. Rajabagan
67. Regent Park
68. Sarsuna
69. Shakespeare Sarani
70. Shyampukur
71. Sinthee
72. Special Task Force PS
73. South Port
74. Survey Park
75. Survey Park Women
76. Tala
77. Taltala
78. Taltala Women
79. Tangra
80. Taratala
81. Thakurpukur
82. Tiljala
83. Tollygunge
84. Tollygunge Women
85. Topsia
86. Ultadanga
87. Ultadanga Women
88. Uttar Kashipur
89. Watgunge
90. Watgunge Women
91. West Port

## Equipo
- Carabina M4
- Fusil INSAS en calibre 5,56 mm OTAN
- Rifle OFB Excalibur[14][15]
- Revólveres [16]
- Pistola automática de 9 mm 1A[16]
- Ghatak[16]
- Heckler & Koch MP5[16]
- Subfusil Sterling: Versión india
- SLR: Versión india de un FN FAL
- SLR de 7,62 mm: con fijación de tubo especial.[16]
- Fusil .303 British Lee-Enfield : Versión india
- Pistola de acción de bombeo OFB calibre 12.[16]
- Mortero de 51 mm[16]
- 0.203 Pistola antidisturbios[16]
- Pistola de gas[16]
- Granada[16]
- Colt XM177
- M16A2
- SIG SG 551

## Controversias y críticas
La policía de Kolkata fue criticada en la investigación del suicidio de Rizwanur Rahman en septiembre de 2007, quien estuvo en un matrimonio interreligioso con la hija del empresario Ashok Todi. Varios oficiales, incluido el entonces comisionado Prasun Mukherjee, estuvieron involucrados en la tortura de Rahman después de estar en connivencia con Todi.Posteriormente, el caso fue transferido a la CBI tras una orden del Gobierno estatal.

### Políticas y acciones anti-bicicletas
El departamento de tránsito de la policía de Kolkata ha sido criticado por imponer prohibiciones generales a las bicicletas en las carreteras principales y vías de tránsito desde 2008. La prohibición se ha impuesto para mejorar el flujo de tráfico, y la violación de dichas prohibiciones ha llevado a la imposición de una multa de 100 rupias o la confiscación de bicicletas, junto con el acoso de los ciclistas a manos de agentes de policía. Se han producido protestas contra estas prohibiciones, ya que ni las bicicletas han causado congestiones de tráfico según los expertos en tráfico, ni la prohibición fue aprobada por el Gobierno estatal.Las multas impuestas a los ciclistas no se ajustan a las infracciones contempladas en la Ley de Vehículos Motorizados, ya que esta no contempla sanciones contra ciclistas. Además, los agentes de tránsito que imponen sanciones emiten pequeños comprobantes, que son pequeños trozos de papel normal, apenas más grandes que sellos postales, con un sello de la policía de tránsito, lo que incita a la corrupción y el soborno. Como resultado de la prohibición, en 2014 se presentaron litigios de interés público en el Tribunal Superior de Kolkata contra el departamento de policía de tránsito, que posteriormente redujo la prohibición de bicicletas de 174 a 62 vías tras la intervención del tribunal. A pesar de no estar obligado por la Ley de Vehículos Motorizados, la Policía de Tráfico de Kolkata ha participado en la incautación de bicicletas de ciclistas que desafían o violan la prohibición.
La Policía de Kolkata ha sido condenada por su mano dura con los ciclistas en varios casos, como realizar acrobacias, circular por vías prohibidas y circular por aceras o senderos peatonales. Por realizar acrobacias, el departamento intentó aumentar las sanciones de 100 a 1000 rupias, pero como los ciclistas no necesitan licencia, la medida fue resistida y duramente criticada por los ciclistas.Además, los ciclistas que son encontrados ebrios han sido acusados bajo la Ley de Policía de Calcuta en lugar de la Ley de Vehículos Motorizados por los cargos de intoxicación pública.

### Manejo de la violación y asesinato de Kolkata de 2024
La policía de Calcuta enfrentó críticas a nivel nacional por su manejo de la violación y asesinato en Kolkata en 2024 y las protestas que le siguieron.
En agosto de 2024, una médica fue violada y asesinada durante su turno de noche en el Hospital y Facultad de Medicina RG Kar, en el norte de Kolkata. Un voluntario de la policía cívica, con antecedentes de violencia contra la mujer, fue arrestado por la Policía de Kolkata en relación con el asesinato. Tras la autopsia del cadáver de la víctima, que reveló la presencia de una cantidad anormalmente alta de semen e insinuó la participación de múltiples agresores, estalló una protesta nacional de médicos. La noche del 14 de agosto, durante la protesta inicial, una turba compuesta por cientos de vándalos, ampliamente acusados de pertenecer al partido gobernante de Bengala Occidental, el Congreso Trinamool, saqueó el hospital y, al hacerlo, destruyó gran parte de las pruebas físicas presentes en su interior. La Policía de Kolkata fue acusada de inacción contra la turba.
Luego de esto, la estación de policía cibernética de la policía de Kolkata envió avisos de cese y desistimiento de conformidad con la sección 168 del Bharatiya Nagarik Suraksha Sanhita (o Código de Procedimiento Penal).
El Tribunal Superior de Kolkata transfirió el caso a la jurisdicción de la Oficina Central de Investigaciones poco después de que estallaran las protestas. El 20 de agosto, el Tribunal Supremo tomó conocimiento de oficio del asunto. El tribunal criticó al gobierno estatal y a su maquinaria (incluida la Policía de Kolkata), entre otras instituciones implicadas en el incidente.
El 14 de septiembre, el inspector Abhijit Mondal de la policía de Kolkata fue arrestado por la CBI por destrucción de evidencia, comprometer la escena del crimen y demora en presentar un primer informe de información (FIR). Tres días después, el gobierno estatal destituyó al comisionado Vineet Kumar Goyal y al comisionado adjunto Abhishek Gupta para apaciguar a los manifestantes.
Durante las festividades de Durga Puya en octubre de 2024, la policía de Kolkata arrestó a nueve manifestantes en un pandal de puja en Ballygunge por cargos en virtud de varias secciones de la Bharatiya Nyaya Sanhita (o el Código Penal de la India), incluyendo reunión ilegal, agresión a un funcionario público en funciones y alteración del orden público. El Tribunal Superior de Kolkata concedió la libertad bajo fianza a los manifestantes, señalando que, a primera vista, ni sus acciones tuvieron motivaciones políticas ni religiosas, ni existían pruebas de intención criminal, ya que no causaron daño a nadie; fijó la fianza en 1000 rupias.

## Recreación
La Policía de Kolkata opera el Police Athletic Club, un equipo que compite en la Primera División de la Calcutta Football League.